# Бернгарди, Фридрих фон
Фридрих Адам Юлиус фон Бернгарди (нем. Friedrich Adam Julius von Bernhardi, 22 ноября 1849, Санкт-Петербург — 11 декабря 1930, Куннерсдорф) — германский генерал от кавалерии, военный писатель и историк.

## Биография
Фридрих фон Бернгарди родился в 1849 году в дворянской семье прибалтийских немцев. 
Дед по отцовской линии, Фердинанд Бернгарди, был женат на Софи Тик, писательнице и сестре немецкого поэта Людвига Тика. 
Отец, Теодор фон Бернгарди, был немецким историком и дипломатом. 
Мать, Шарлотта Ивановна фон Крузенштерн (1816 - 1881), была старшей дочерью Ивана Федоровича фон Крузенштерна, адмирала Императорского Российского флота. 
В 1851 году его семья решила поселиться в Германии, в поместье Куннерсдорф в Силезии .
В 1869 вступил в 14-й гусарский полк.
Участник франко-прусской войны 1870—1871 годов.
После войны в 1875—1878 годах учился в Прусской военной академии. Служил в топографическом отделе Генерального штаба. В 1891—1895 годах — военный атташе в Швейцарии.
Командир 20-го драгунского полка. В 1898—1901 годах возглавлял военно-исторический отдел Генерального штаба. Затем командовал 30-й кавалерийской бригадой (1901), 7-й дивизией в Магдебурге (1904), 7-м армейским корпусом в Мюнстере (1908). В 1909 году вышел в отставку.
Занимался литературной деятельностью. Его книги приобрели большую известность и были переведены на русский, английский и французский языки. Совершил большое путешествие по миру, посетив Египет, Восточную Азию, США.
С началом Первой мировой войны вернулся на военную службу. С сентября 1915 года командовал 49-й резервной дивизией. В 1916 году командовал «группой Бернгарди» из двух дивизий, в составе 4-й австро-венгерской армии генерала К. Терстянского фон Надас.
После окончания войны вышел в отставку в 1918 году.

## Брак и дети
19 июля 1893 женился на Вильгельмине фон Коломб (1854-1929), дочери генерал-лейтенанта Энно фон Коломба (1812–1886), внучке Петера Коломба (1775-1854). Жениху было 43 года, невесте 39 лет. Брак бездетный.

## Сочинения
- Videant consules: nequid res publica detrimenti capiat. Verlag von Theodor Kay, Kassel 1890 (anonym veröffentlicht).
- Delbrück, Friedrich der Große und Clausewitz. Streiflichter auf die Lehren des Prof. Dr. Delbrück über Strategie. Leist, Berlin 1892.
- Unsere Kavallerie im nächsten Krieg. Betrachtungen über ihre Verwendung, Organisation und Ausbildung. Mittler, Berlin 1899.
- Deutschland und der nächste Krieg. Cotta, Stuttgart 1912.
- Vom heutigen Kriege. Band 1: Grundlagen und Elemente des heutigen Krieges. Band 2: Kampf und Kriegführung. Mittler, Berlin, 1912.
- Die Heranbildung zum Kavallerieführer. Skopnik, Berlin-Zehlendorf 1914.
- Eine Weltreise 1911—1912 und der Zusammenbruch Deutschlands. Eindrücke und Betrachtungen aus den Jahren 1911—1914 mit einem Nachwort aus dem Jahr 1919. Hirzel, Leipzig 1919.
- Vom Kriege der Zukunft. Nach den Erfahrungen des Weltkrieges. Mittler, Berlin 1920.
- Denkwürdigkeiten aus meinem Leben. Nach gleichzeitigen Aufzeichnungen und im Lichte der Erinnerung. Mittler, Berlin 1927.
- Deutschlands Heldenkampf 1914—1918. J.F. Lehmann, München 1922.

### Русские переводы
- Тактика и подготовка пехоты : Мысли и наброски в духе ведения соврем. боя. Санкт-Петербург : В. Березовский, 1910
- Современная война : Т. 1-2. Санкт-Петербург : В. Березовский, 1912. (Том 1, Том 2.)
- Служба конницы : Критическое исследование боевой деятельности, тактики, обучения и организации германской кавалерии. Санкт-Петербург : В. Березовский, 1913.
- «Наша будущность» : Возвание к германскому народу. Санкт-Петербург : В. Березовский, 1914.
- О войне будущего / Пер. с нем. под ред. А. Е. Снесарева. — М.: Госиздат, 1921. — 171 с.

### Английские переводы
- Cavalry in Future Wars в проекте «Гутенберг».
- Germany and the Next War в проекте «Гутенберг».